# Kopalnia Węgla Kamiennego Katarzyna w Tenczynku

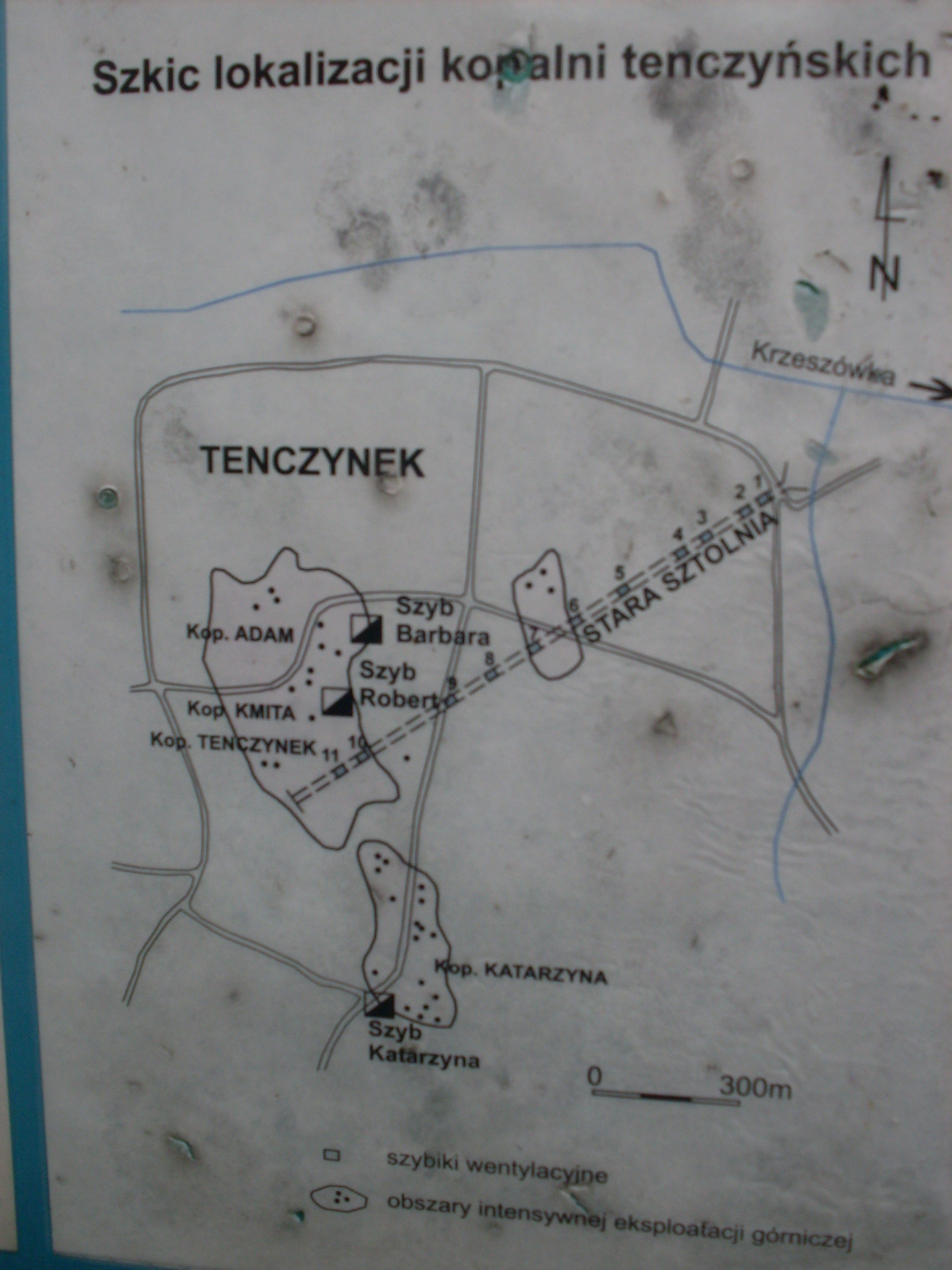
Szkic lokalizacji kopalni tenczyńskich (Szlak Dawnego Górnictwa – Przystanek IX (tablica)

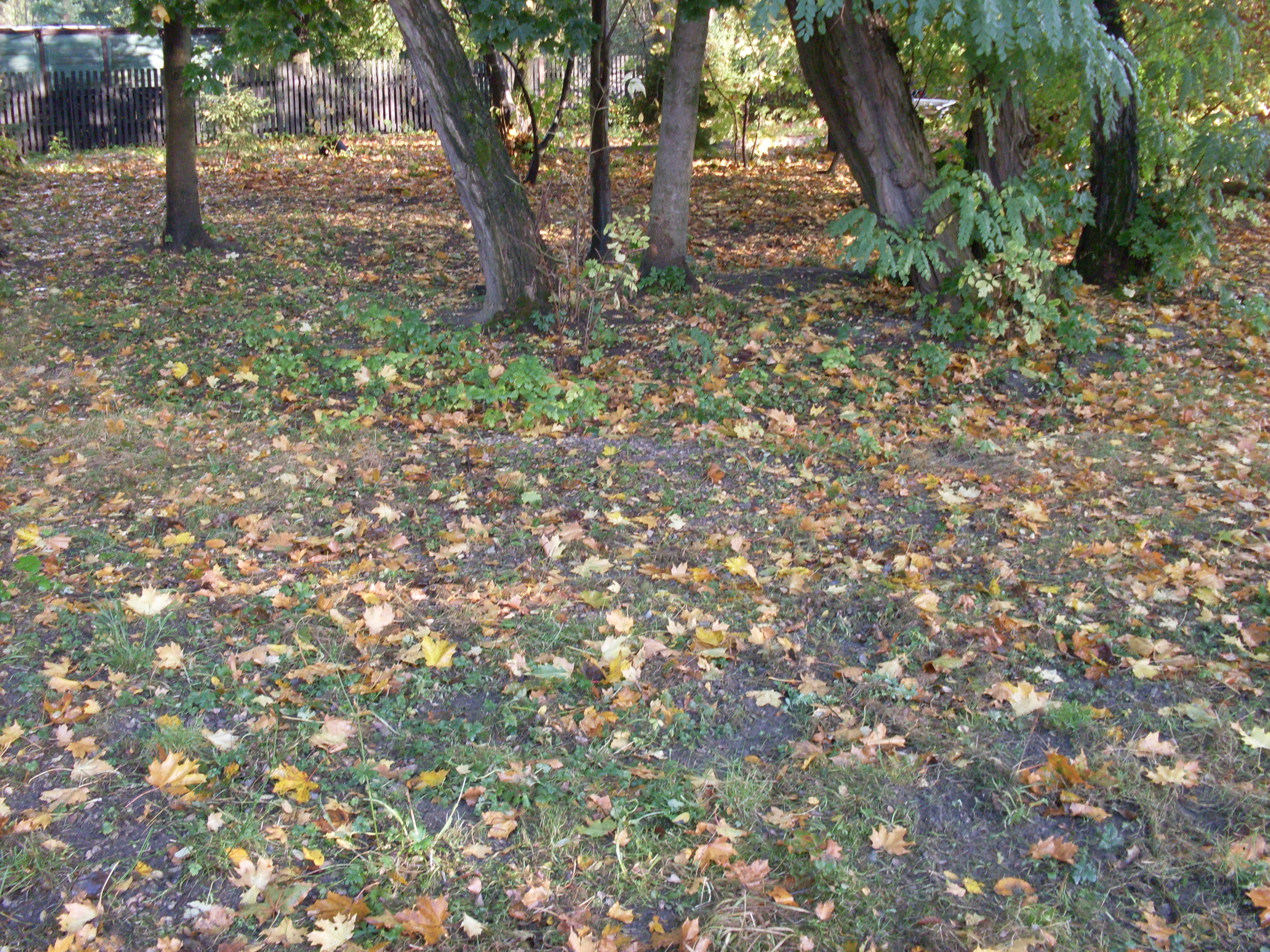
Rejon byłego szybu Katarzyna

Kopalnia węgla kamiennego Katarzyna – kopalnia węgla kamiennego w Tenczynku działająca w latach 1864–1934.

## Historia
Kopalnię założył w 1864 sztygar Julian Zdanowicz. Około 1910 kopalnia była własnością huty szkła w Szczakowej (Kupfer i Glaser Szklarnia w Szczakowej). W 1915 właścicielem został Józef Hromek, działający w Polsce inżynier górnictwa, pochodzący z Moraw, właściciel pobliskiej kopalni Kmita. Wydobycie sięgało w 1871 – 5,8 tys. ton, a w 1934 tylko 1,8 tys. ton. Wówczas zamknięto kopalnię, zalano ją wodą. W roku 1950 w wyniku nacjonalizacji byłą kopalnię (pole górnicze) przejęto na własność Państwa.
Szyb wydobywczy (rejon obecnego skrzyżowania ul. Chłopickiego z ul. Szkolną) miał 45 m głębokości. Pole wydobywcze rozciągało się w stronę północną od szybu. Nie zachowały się żadne pozostałości po kopalni.
Obok dawnej kopalni znajduje się budynek mieszkalny wybudowany w 1875 przez Juliana Zdanowicza. W wilii mieszkali czasowo rodzice Bogumiła Kobieli.